# 赤岩 (中之条町)
赤岩（あかいわ）は、群馬県吾妻郡中之条町南西部にある大字。その中心部である山村・養蚕集落は重要伝統的建造物群保存地区（重伝建）として選定されている（選定名称は「中之条町六合赤岩伝統的建造物群保存地区」）。郵便番号は377-1311。面積は13.23km2。

## 概要

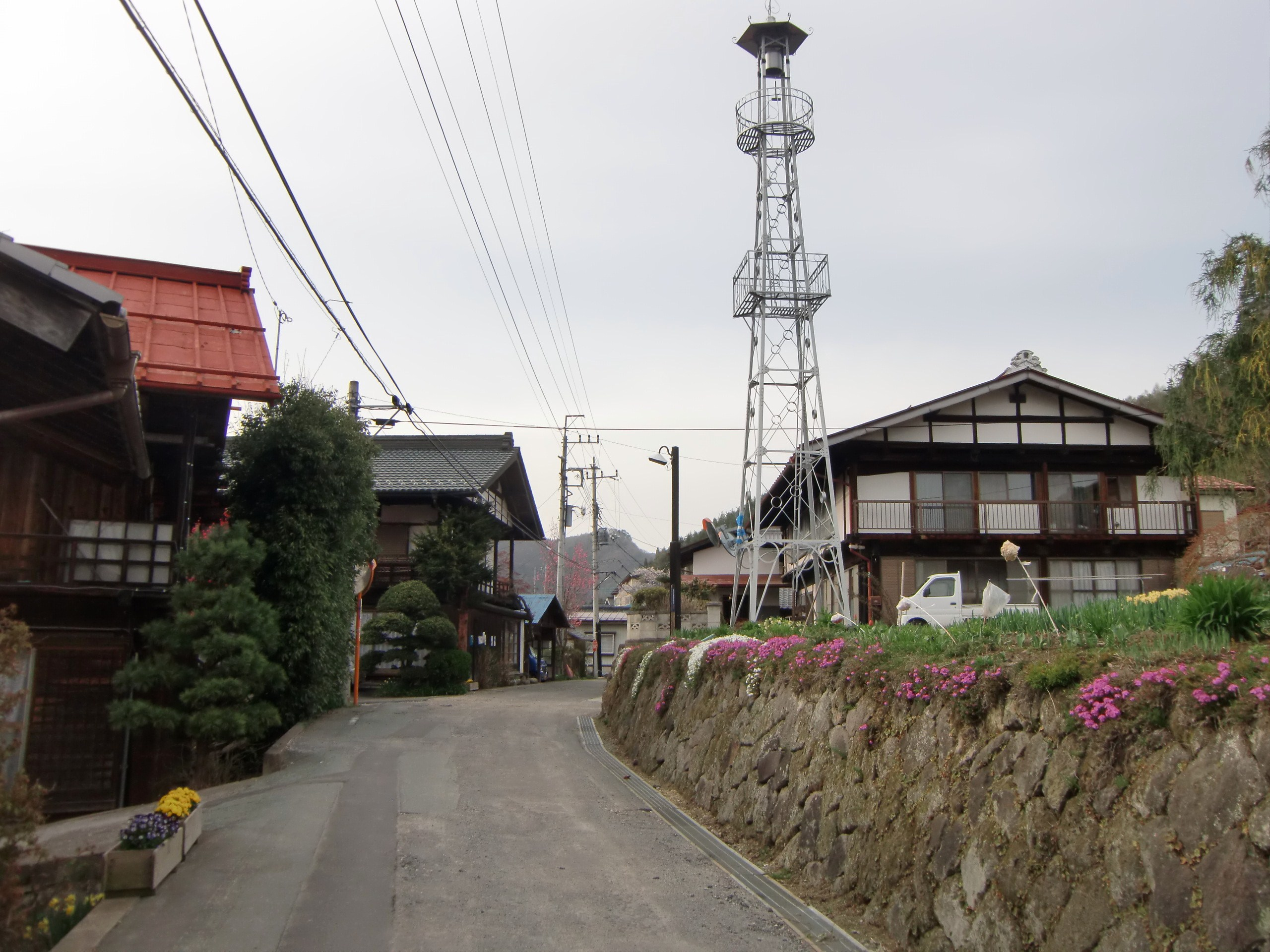
赤岩地区中心部（2011年5月撮影）

赤岩地区は白砂川左岸の河岸段丘の段丘面上に発達した集落で、旧・六合村を構成する「赤岩」・「日影」・「小雨」・「生須」・「太子」・「入山」の大字のひとつであった。近代養蚕技術の移入によって発展した。山村・養蚕集落として2006年（平成18年）7月5日に群馬県内で初めて重要伝統的建造物群保存地区として選定された。選定範囲は東西約1070m、南北約930m、面積63haに及ぶ。集落内には赤岩神社や小さな堂、水の神や馬頭観音像など村人の信仰と深く結びついた建物、石碑、墓地などが点在している。2015年4月24日には、「かかあ天下－ぐんまの絹物語－」の構成文化財として日本遺産にも認定される。
重要伝統的建造物群保存地区データ
- 名称 – 中之条町六合赤岩重要伝統的建造物群保存地区（選定当時は「六合村赤岩重要伝統的建造物群保存地区」）
- 種別 - 山村・養蚕集落
- 面積 - 63ha
- 所在地 - 群馬県吾妻郡中之条町大字赤岩
- 選定年月日 - 2006年（平成18年）7月5日

## 地理
群馬県の南西部を南北に流れる白砂川が形成した河岸段丘の段丘面上に位置し、集落が立地する場所の標高は約690〜710mである
。
集落は南北に走る道（赤岩本道
）に沿って家々が立ち並ぶ街村形態を呈し、その周囲を石垣で造成された農地が取り囲んでいる。集落の背後（東側）には山林が広がっており、また河岸段丘の段丘面上に位置しているため水利に恵まれず、主たる農地の土地利用は畑となっているが、集落の南側には田も広がる。背後の山は近年までは木材やかやなど生活に必要な資源の供給地であって、重伝建の選定範囲にも含まれている。2004年（平成16年）現在、赤岩地区には61世帯、178人が暮らす。

### 河川
- 白砂川

## 歴史
赤岩地区は河岸段丘の段丘面上に位置しているため水利に恵まれず、元来は田畑からの収穫だけでは生計が成り立つ家は少なかった。そのため副業としての養蚕が発達したと考えられているが、その開始時期は定かではない。幕末にはすでに行われていたという説もある。1788年（天明8年）の赤岩に残る絵図には、農業のほかに男は山仕事、女は麻布を行うと書き添えられている。1803年（享和3年）には集落が大火に見舞われた。1877年（明治10年）に作成された『上野国郡村誌』には養蚕と麻が主要な産業とある。明治初期には前橋に繭が出荷され、林業や麻の生産から、養蚕へと中心産業が変化した。明治後期には高山社からの養蚕指導の授業員派遣を受け、1917年（大正6年）には赤岩出身の高山社卒業生が近代的な養蚕の指導にあたった。養蚕は昭和30年代頃まで非常に盛んで村のほとんどが営んでいた。
1900年（明治33年）以来、吾妻郡六合村の所属であったが、2010年（平成22年）3月28日には吾妻郡中之条町に編入合併された。
2007年（平成19年）1月に「富岡製糸場と絹産業遺産群」が世界遺産暫定リストに追加され、赤岩地区も当初は構成資産に含められていた（のちに構成資産見直しの過程で候補から外れた）。

## 建造物
赤岩地区には養蚕が盛んであった頃の特徴的な建造物が現在でも数多く存在する。
- 湯本家住宅

3階建てで、1・2階は文化3年（1806年）、3階は蚕室として明治30年（1897年）に建設された。1999年（平成11年）に旧六合村の重要文化財に指定された。1803年（享和3年）の大火でほとんどが焼け落ちたため、主屋を土壁と置屋根の土蔵造りにして再建した。また、湯本家は江戸時代から医者を務めており、幕末には蘭学者であった高野長英がかくまわれていたとされ、2階には「長英の間」が残されている。
- 赤岩神社

旧六合村が発足する1900年（明治33年）以前に存在した旧赤岩村には数多くの神社があったが、赤岩神社は1908年（明治41年）に旧赤岩村内にあった5つの神社（諏訪神社・熊野神社・神明神社・飯綱神社・稲荷神社）を合祀して成立した。境内は旧飯綱神社の敷地を引き継いでいる。毎年春と秋には祭礼が執り行われている。

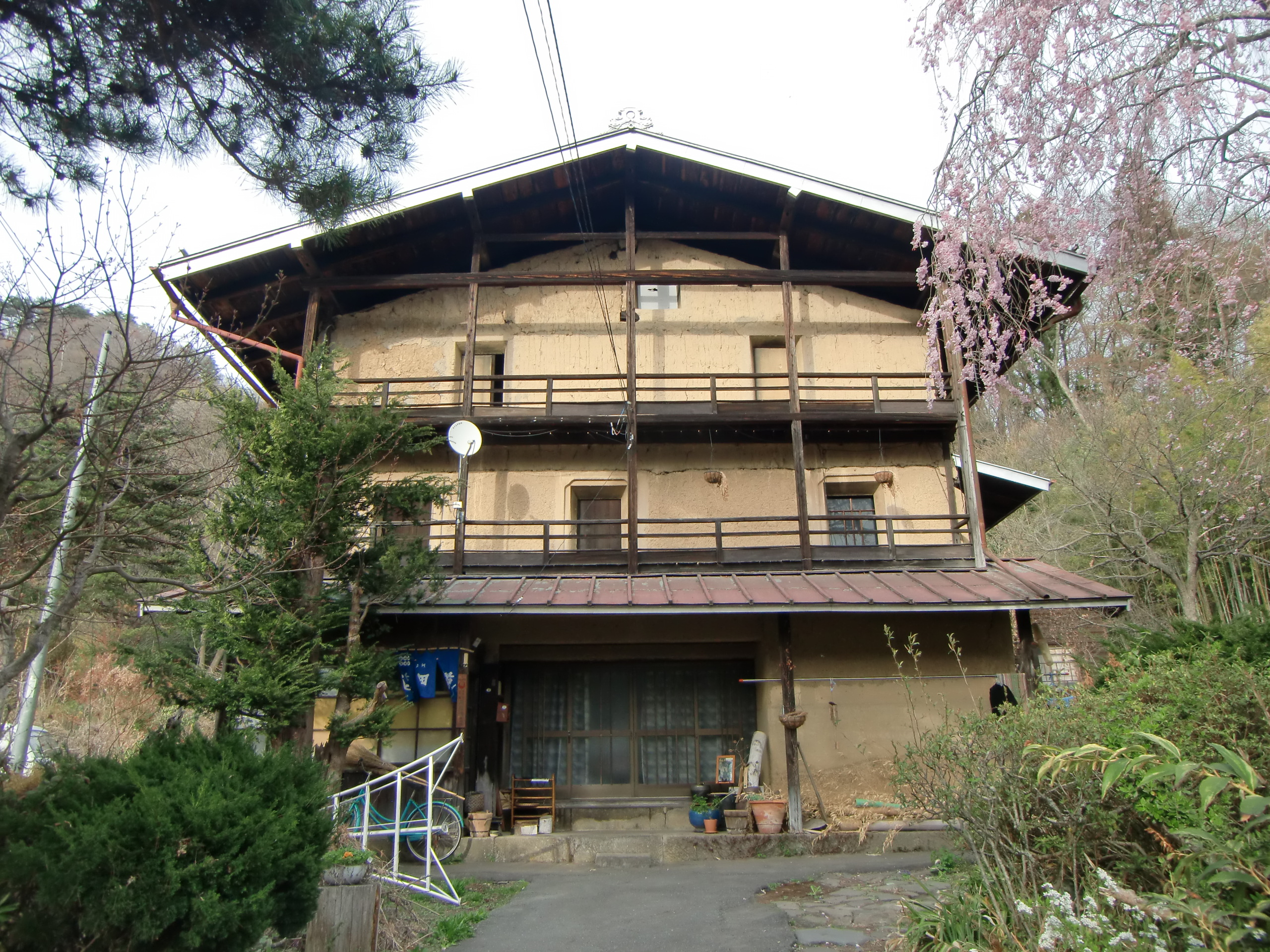
湯本家住宅。 高野長英がかくまわれていたことがあった。
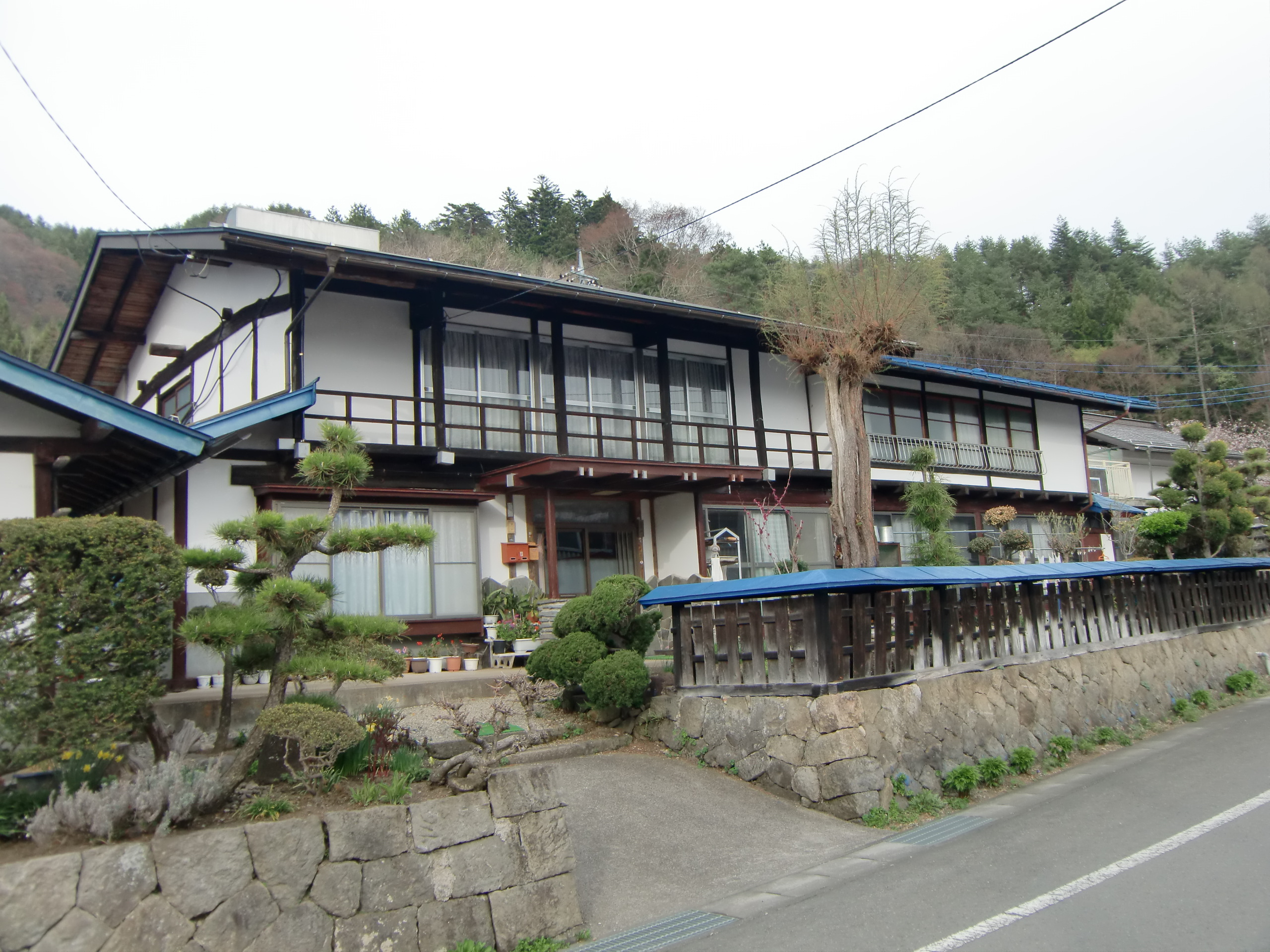
養蚕農家の住宅例
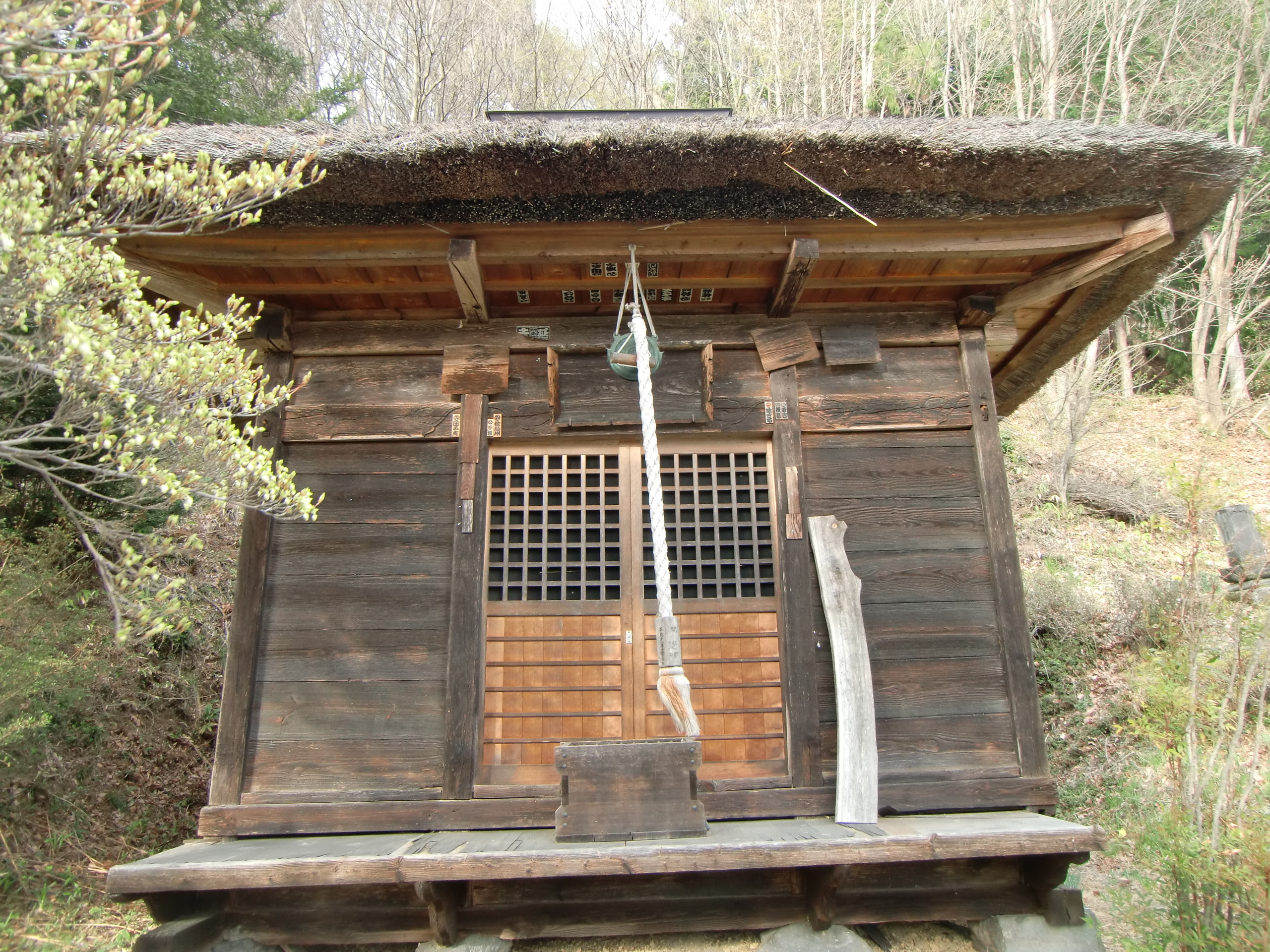
上の観音堂（かみのかんのんどう）
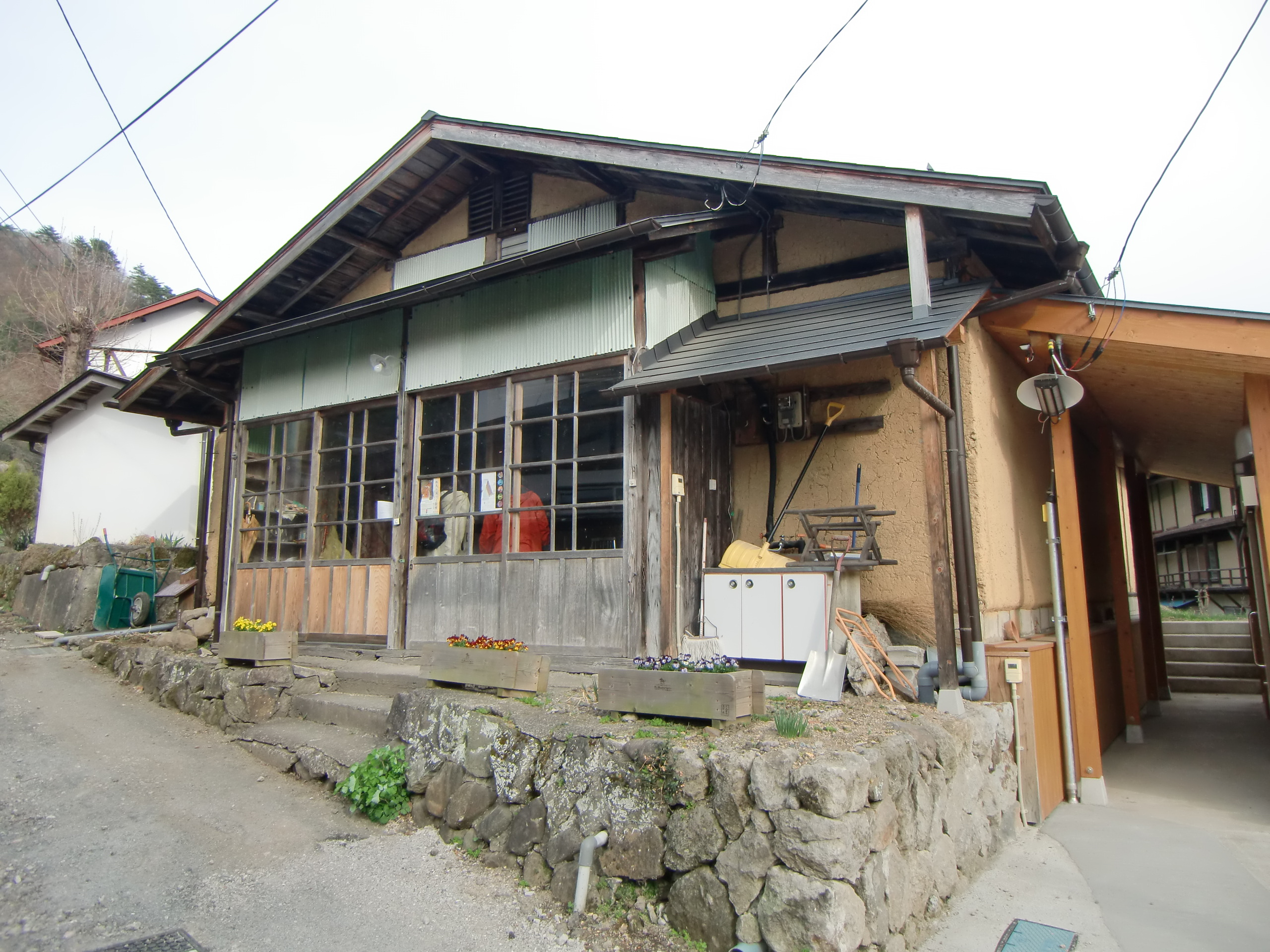
稚蚕飼育所跡（どむろの家）
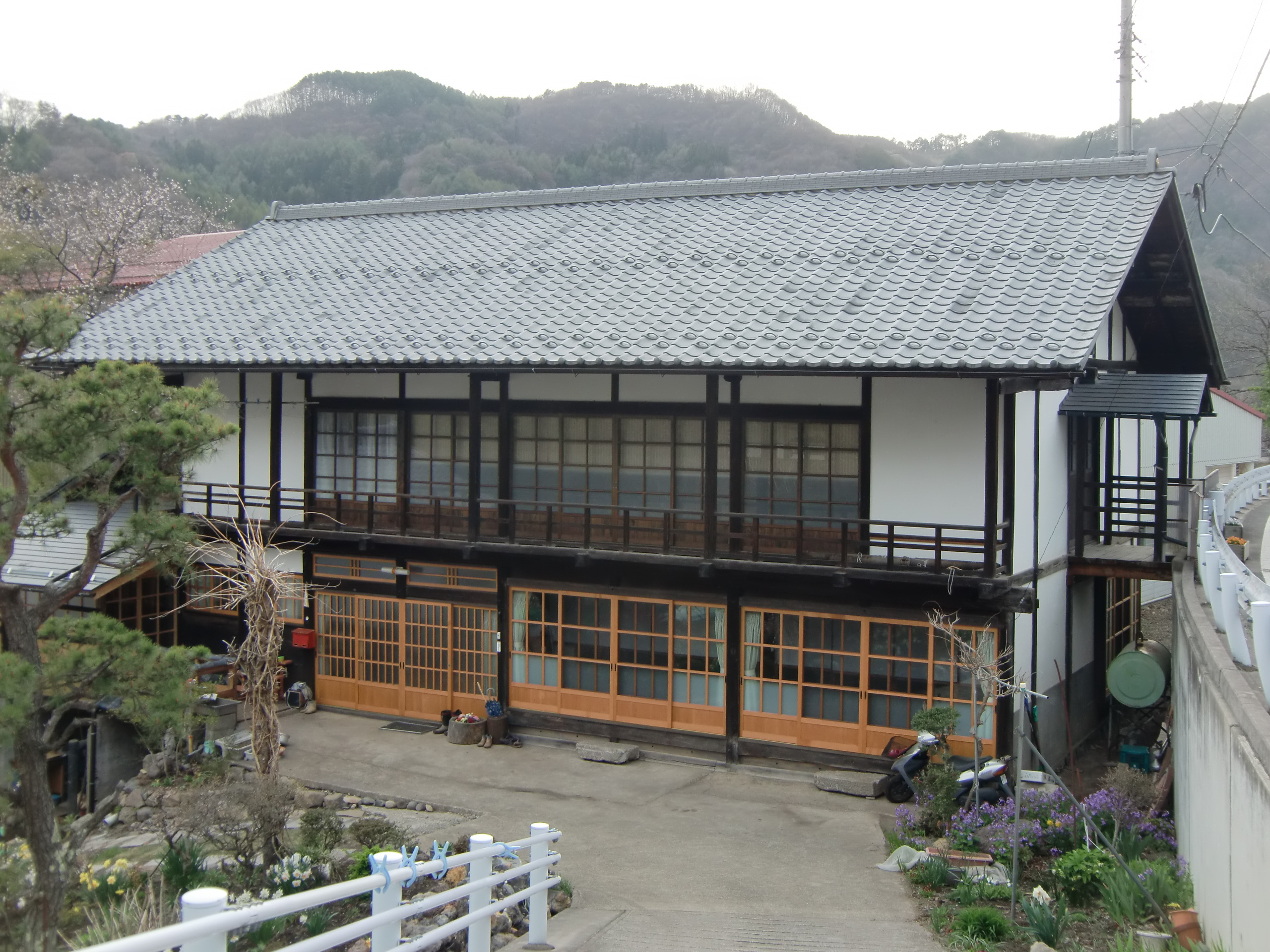
かいこの家

赤岩で最も古い建築物で、1764年（宝暦14年）に建てられた。堂内には聖観音立像、右に薬師如来像、左に不動明王像が安置されている。赤岩に現存する唯一の茅葺き屋根で、地区住民により葺き替えが行われるなど大切に維持されている。
- 毘沙門堂

創建時期ははっきりとしないが、1786年（天明3年）の「御料所御私領耕地絵図」に「びしゃもん堂」と記されていることから、これ以前の創建であると考えられている。坂上田村麻呂が創立したとされる新潟県浦佐の善光寺の毘沙門天を祀っている。現在の堂は1921年（大正10年）に赤岩に住んでいた大工の湯本茂十郎によって再建されたものである。赤岩地区の他の堂と異なり、この堂のみ集落内の屋敷地の通り沿いに置かれている。
- 向城の観音堂（むこんじょうのかんのんどう）

1811年（文化8年）に再建されたものと考えられている。堂内正面に簡易な吊り仏壇があり、本尊である聖観音立像のほか、地蔵菩薩立像、位牌などを祀っている。もとは茅葺き屋根であったが、現在は鉄板屋根である。
- 東堂

建立年代は正面の虹梁絵図から19世紀前半に建てられたものと考えられている。赤岩の社寺の中で唯一集落の南西の方角に建っている。堂内仏壇には、地蔵菩薩像を中心に十王などの像が安置され、百万遍念仏のための大きな数珠が木箱に納められている。
- 稚蚕飼育所跡（どむろの家；どむろんち）

卵から孵ったばかりの蚕（稚蚕）の飼育は非常に難しいため、共同で飼育する目的で1962年～1963年（昭和37年～38年）頃に建てられた。土室（どむろ）とも呼ばれる。内部には養蚕のための温度調節設備が残っており、共同稚蚕飼育が始まった頃の養蚕技術が分かる貴重な施設となっている。1971年（昭和46年）に地区公民館が建てられるまでは、寄合の場でもあった。
- かいこの家（かいこんち）

1932年（昭和7年）建築の典型的な養蚕農家の建物である。2階には養蚕の用具や資料が展示されている。
以下すべて2011年5月撮影。
- 湯本家住宅。
高野長英がかくまわれていたことがあった。
- 養蚕農家の住宅例
- 上の観音堂
- 稚蚕飼育所跡（どむろの家）
- かいこの家

## 世帯数と人口
2015年（平成27年）10月1日現在の世帯数と人口は以下の通りである。
| 大字 | 世帯数 | 人口  |
| ---- | ------ | ----- |
| 赤岩 | 86世帯 | 219人 |

## 小・中学校の学区
町立小・中学校に通う場合、学区は以下の通りとなる。
| 番地 | 小学校               | 中学校               |
| ---- | -------------------- | -------------------- |
| 全域 | 中之条町立六合小学校 | 中之条町立六合中学校 |

## 周辺観光地
- 草津温泉
- 吾妻渓谷
- 野反湖
- 日本ロマンチック街道
- 吾嬬橋：群馬県最古の鉄橋
- 尻焼温泉
- 長英の隠れ湯
- 六合ふるさと活性化センターよってがねぇ館
- 冬住みの里資料館

## 交通

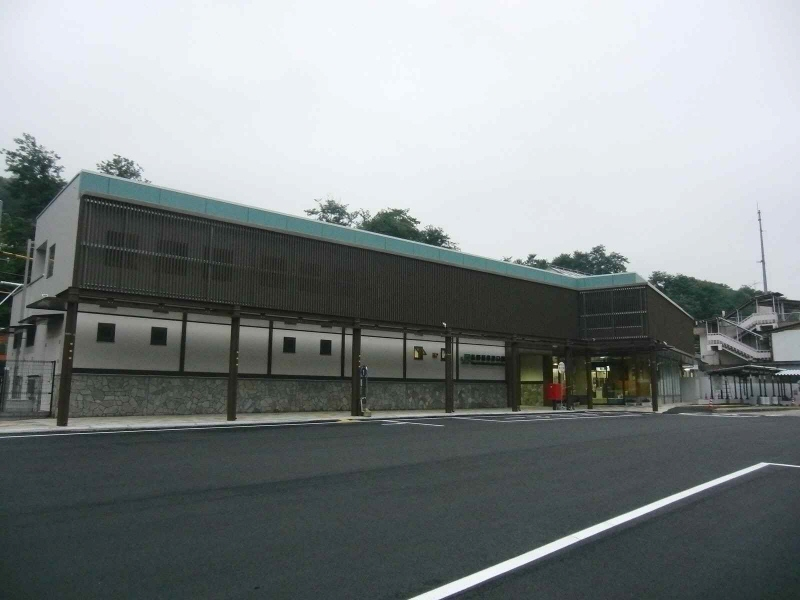
長野原草津口駅（2013年8月）

- JR吾妻線長野原草津口駅より六合地区路線バス（旧JRバス花敷線）乗車約15分、「南大橋」下車後徒歩で約5分（タクシーでは15分）。
- 関越自動車道・渋川伊香保ICより国道17号、国道353号、国道145号、国道292号を経由して約50km。
- 上信越自動車道・碓氷軽井沢ICより国道18号、国道146号、国道145号、国道292号を経由して約50km。
- 駐車場

赤岩ふれあいの家前に一般車用が5台（無料）、南大橋手前に大型車用のスペースあり。

## 施設
- 中之条町 六合保健センター
- 赤岩公民館
- 丸谷峠展望広場
- 広池遺跡
- 広池公民館